# Prêmio Multishow de Música Brasileira para Cantora do Ano
Prêmio Multishow de Música Brasileira para Cantora do Ano foi um prêmio dado anualmente no Prêmio Multishow de Música Brasileira, uma cerimônia que foi estabelecida em 1994 e originalmente chamada de Prêmio TVZ. Em seu primeiro ano, o prêmio foi chamado de Melhor Intérprete Feminino, e em 1995, foi renomeado para Melhor Cantora. A categoria passou por uma terceira e breve mudança de nome em 1996, quando foi rebatizada de Melhor Cantora Nacional. Em 1998, o prêmio adquiriu seu nome mais duradouro, Melhor Cantora, que manteve até 2021. Foi substituído pelas categorias Artista do Ano e Voz do Ano em 2022, combinando as categorias de Cantora e Cantor do Ano.

## Vencedores e indicados

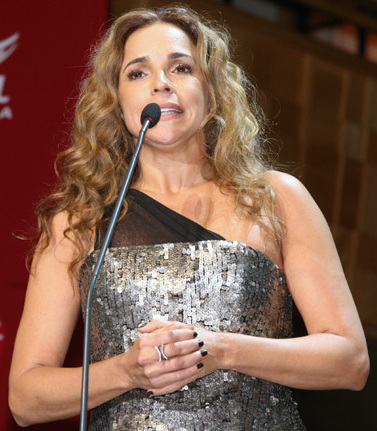
Daniela Mercury venceu o prêmio duas vezes (1995 e 1997).

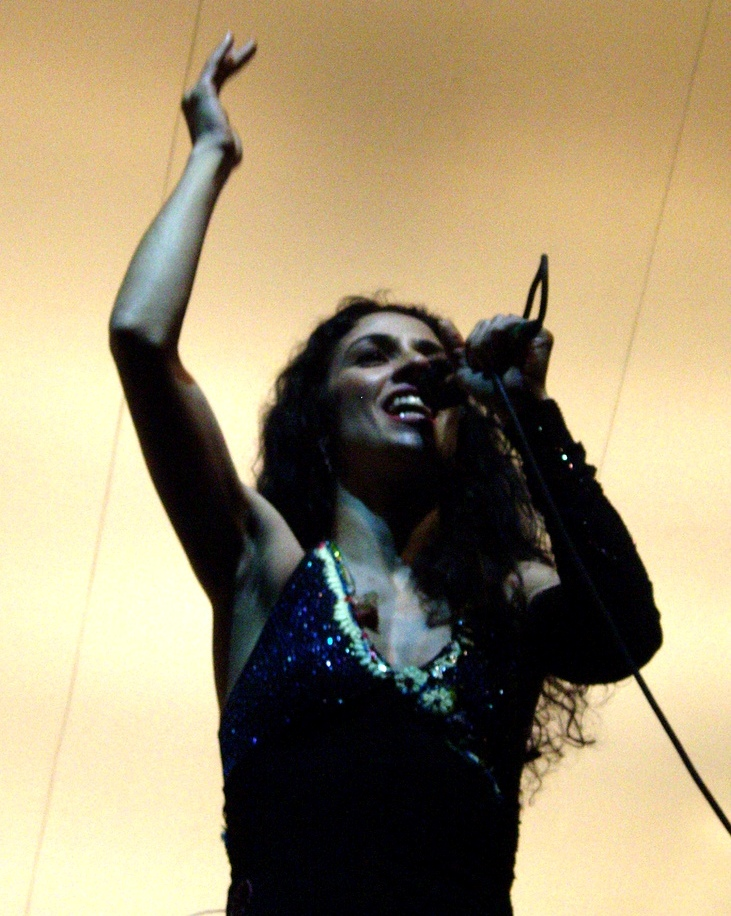
Marisa Monte venceu o prêmio três vezes (e).

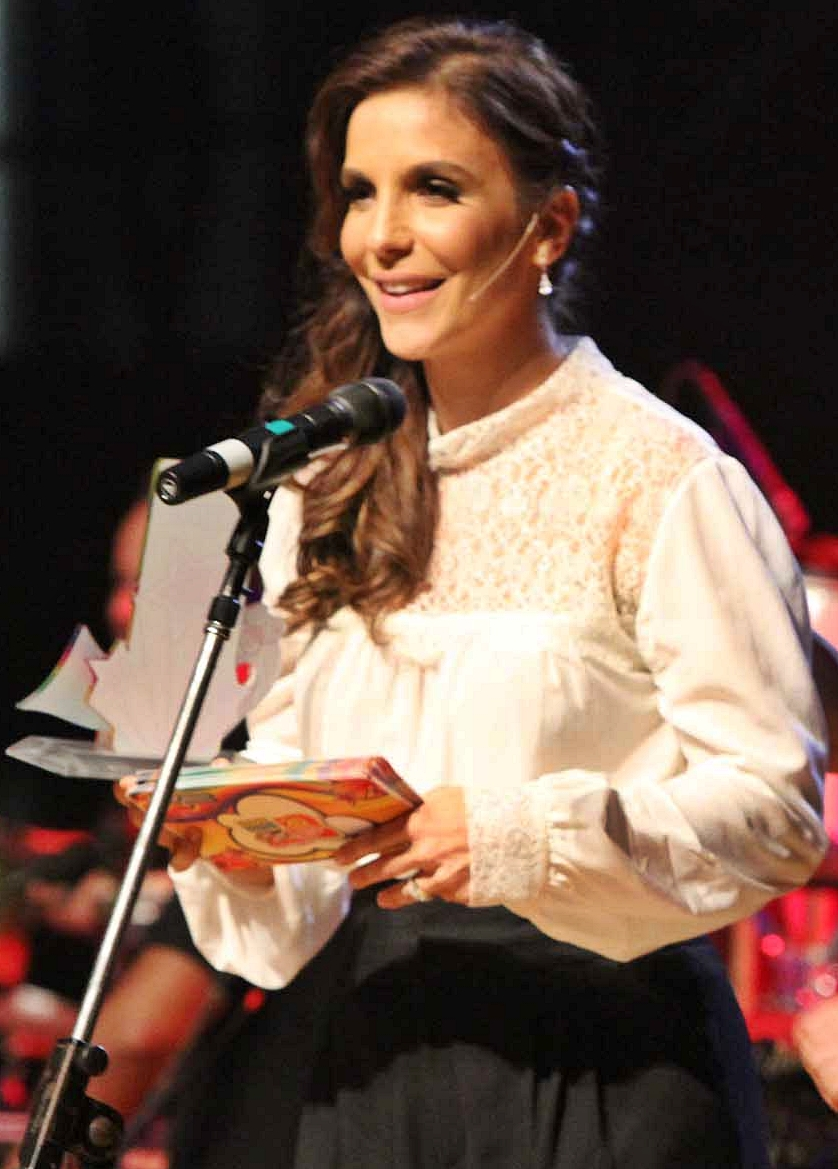
Ivete Sangalo é a artista mais premiada da categoria, vencendo o prêmio nove vezes (,,,,,, e).

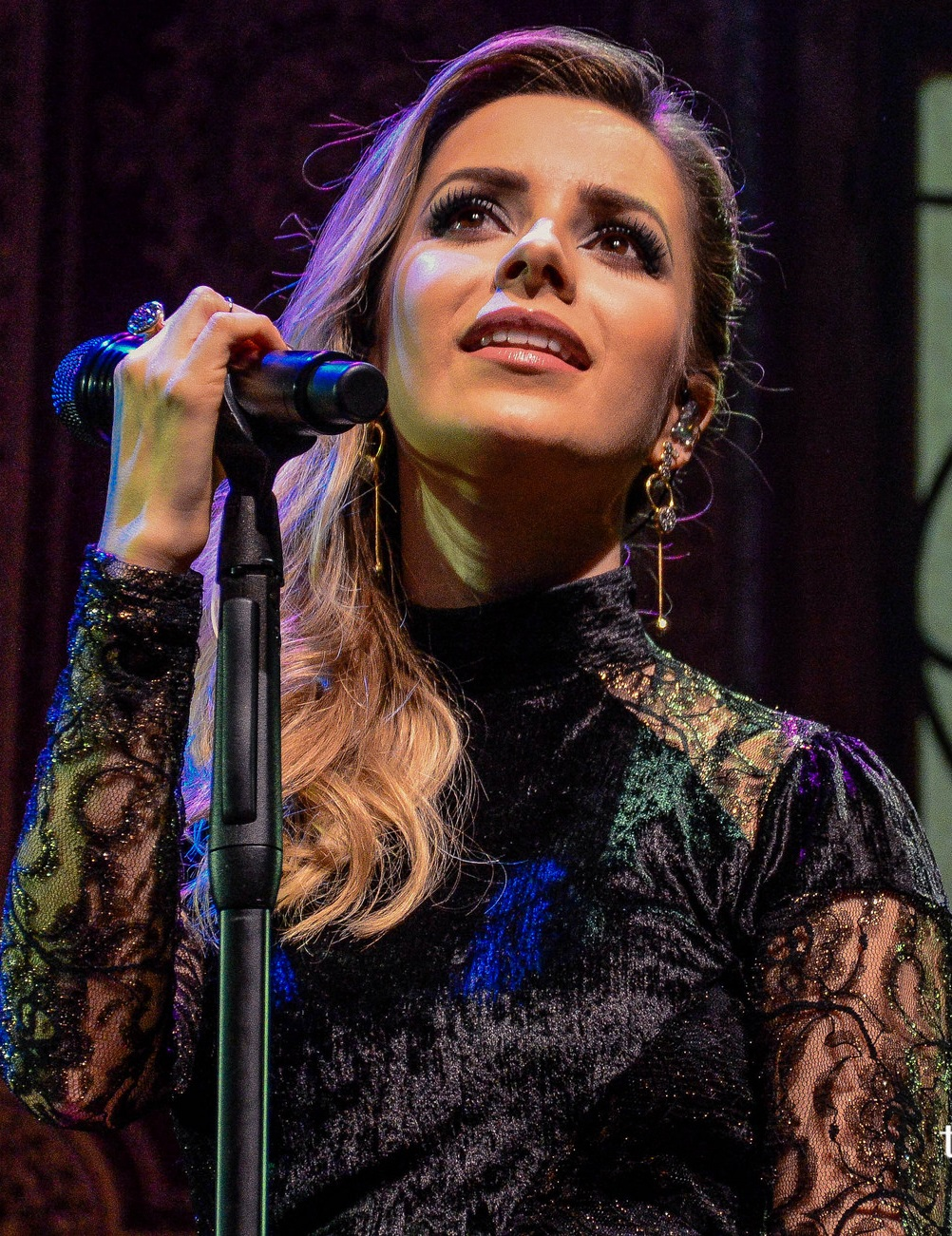
Sandy venceu o prêmio duas vezes (e).

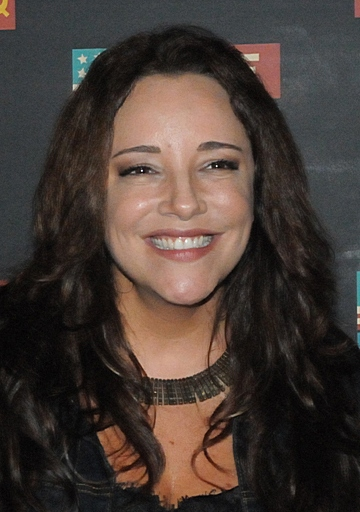
Ana Carolina venceu o prêmio três vezes (e).

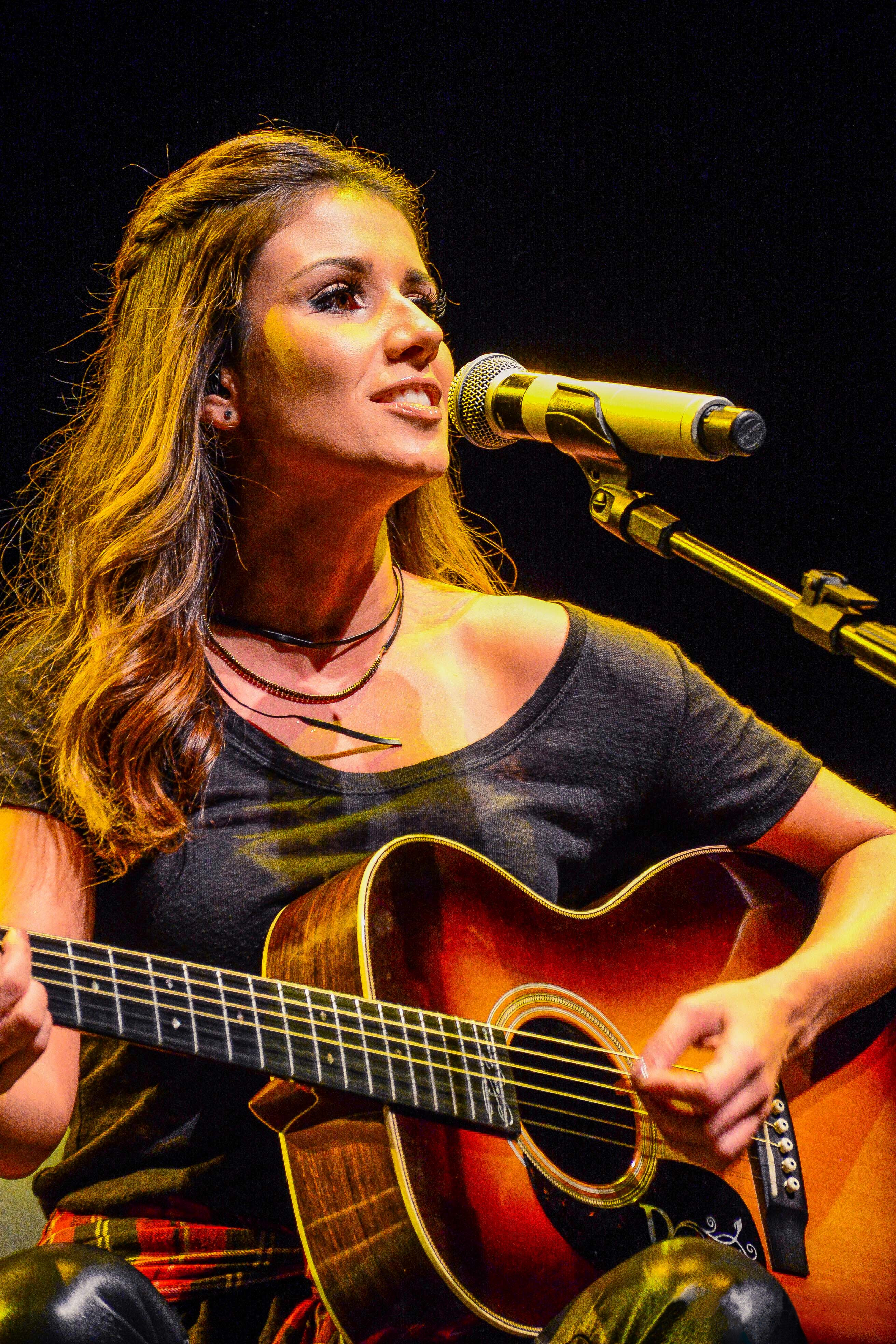
Paula Fernandes venceu o prêmio duas vezes (e).

### Década de 1990
| Ano  | Vencedora       | Indicadas                                                      | Ref.  |
| ---- | --------------- | -------------------------------------------------------------- | ----- |
| 1994 | —               | —                                                              | [ 2 ] |
| 1995 | Daniela Mercury | —                                                              | [ 3 ] |
| 1996 | Fernanda Abreu  | —                                                              | [ 4 ] |
| 1997 | Daniela Mercury | —                                                              | [ 5 ] |
| 1998 | Marisa Monte    | - Daniela Mercury - Fernanda Abreu - Gal Costa - Ivete Sangalo | [ 6 ] |
| 1999 | Ivete Sangalo   | - Daniela Mercury - Marisa Monte - Rita Lee - Zélia Duncan     | [ 7 ] |

### Década de 2000
| Ano  | Vencedora     | Indicadas                                                       | Ref.   |
| ---- | ------------- | --------------------------------------------------------------- | ------ |
| 2000 | Sandy         | - Cássia Eller - Érika Martins - Ivete Sangalo - Marisa Monte   | [ 8 ]  |
| 2001 | Marisa Monte  | - Adriana Calcanhotto - Daniela Mercury - Ivete Sangalo - Sandy | [ 9 ]  |
| 2002 | Sandy         | - Ana Carolina - Daniela Mercury - Ivete Sangalo - Marisa Monte | [ 10 ] |
| 2003 | Ivete Sangalo | - Adriana Calcanhotto - Marisa Monte - Rita Lee - Sandy         | [ 11 ] |
| 2004 | Maria Rita    | - Ana Carolina - Gal Costa - Paula Toller - Sandy               | [ 12 ] |
| 2005 | Pitty         | - Ana Carolina - Ivete Sangalo - Maria Rita - Sandy             | [ 13 ] |
| 2006 | Ana Carolina  | - Ivete Sangalo - Marisa Monte - Pitty - Vanessa da Mata        | [ 14 ] |
| 2007 | Ana Carolina  | - Claudia Leitte - Ivete Sangalo - Megh Stock - Negra Li        | [ 15 ] |
| 2008 | Ivete Sangalo | - Ana Carolina - Claudia Leitte - Maria Rita - Vanessa da Mata  | [ 16 ] |
| 2009 | Marisa Monte  | - Ana Carolina - Ivete Sangalo - Roberta Sá - Vanessa da Mata   | [ 17 ] |

### Década de 2010
| Ano  | Vencedora       | Indicadas                                                        | Ref.   |
| ---- | --------------- | ---------------------------------------------------------------- | ------ |
| 2010 | Ana Carolina    | - Claudia Leitte - Ivete Sangalo - Maria Gadú - Pitty            | [ 18 ] |
| 2011 | Paula Fernandes | - Ivete Sangalo - Lu Alone - Maria Gadú - Pitty                  | [ 19 ] |
| 2012 | Ivete Sangalo   | - Ana Carolina - Paula Fernandes - Pitty - Maria Gadú            | [ 20 ] |
| 2013 | Ivete Sangalo   | - Ana Carolina - Claudia Leitte - Marisa Monte - Paula Fernandes | [ 21 ] |
| 2014 | Paula Fernandes | - Claudia Leitte - Ivete Sangalo - Marisa Monte - Pitty          | [ 22 ] |
| 2015 | Ivete Sangalo   | - Ana Carolina - Anitta - Paula Fernandes - Pitty                | [ 23 ] |
| 2016 | Ivete Sangalo   | - Anitta - Ludmilla - Paula Fernandes - Sophia Abrahão           | [ 24 ] |
| 2017 | Anitta          | - Ivete Sangalo - Joelma - Marília Mendonça - Sandy              | [ 25 ] |
| 2018 | Ivete Sangalo   | - Anitta - Joelma - Marília Mendonça - Naiara Azevedo            | [ 26 ] |
| 2019 | Ludmilla        | - Anitta - Ivete Sangalo - Iza - Marília Mendonça                | [ 27 ] |

### Década de 2020
| Ano  | Vencedora        | Indicadas                                       | Ref.   |
| ---- | ---------------- | ----------------------------------------------- | ------ |
| 2020 | Ivete Sangalo    | - Anitta - Iza - Luísa Sonza - Marília Mendonça | [ 28 ] |
| 2021 | Marília Mendonça | - Anitta - Ivete Sangalo - Iza - Luísa Sonza    | [ 30 ] |